# ジービド・サン・ジャコモ
ジービド・サン・ジャコモ（伊: Zibido San Giacomo）は、イタリア共和国ロンバルディア州ミラノ県にある、人口約6,800人の基礎自治体（コムーネ）。

## 地理

### 位置・広がり

#### 隣接コムーネ
隣接するコムーネは以下の通り。
- アッサーゴ
- バジーリオ
- ビナスコ
- ブッチナスコ
- ガッジャーノ
- ラッキアレッラ
- ノヴィーリオ
- ロッツァーノ
- トレッツァーノ・スル・ナヴィーリオ

### 地震分類
イタリアの地震リスク階級 (it) では、3 に分類される
。

## 行政

### 分離集落
ジービド・サン・ジャコモには、以下の分離集落（フラツィオーネ）がある。
- San Giacomo, Zibido, Moirago, San Pietro Cusico, San Novo, Badile